# 고싸움놀이

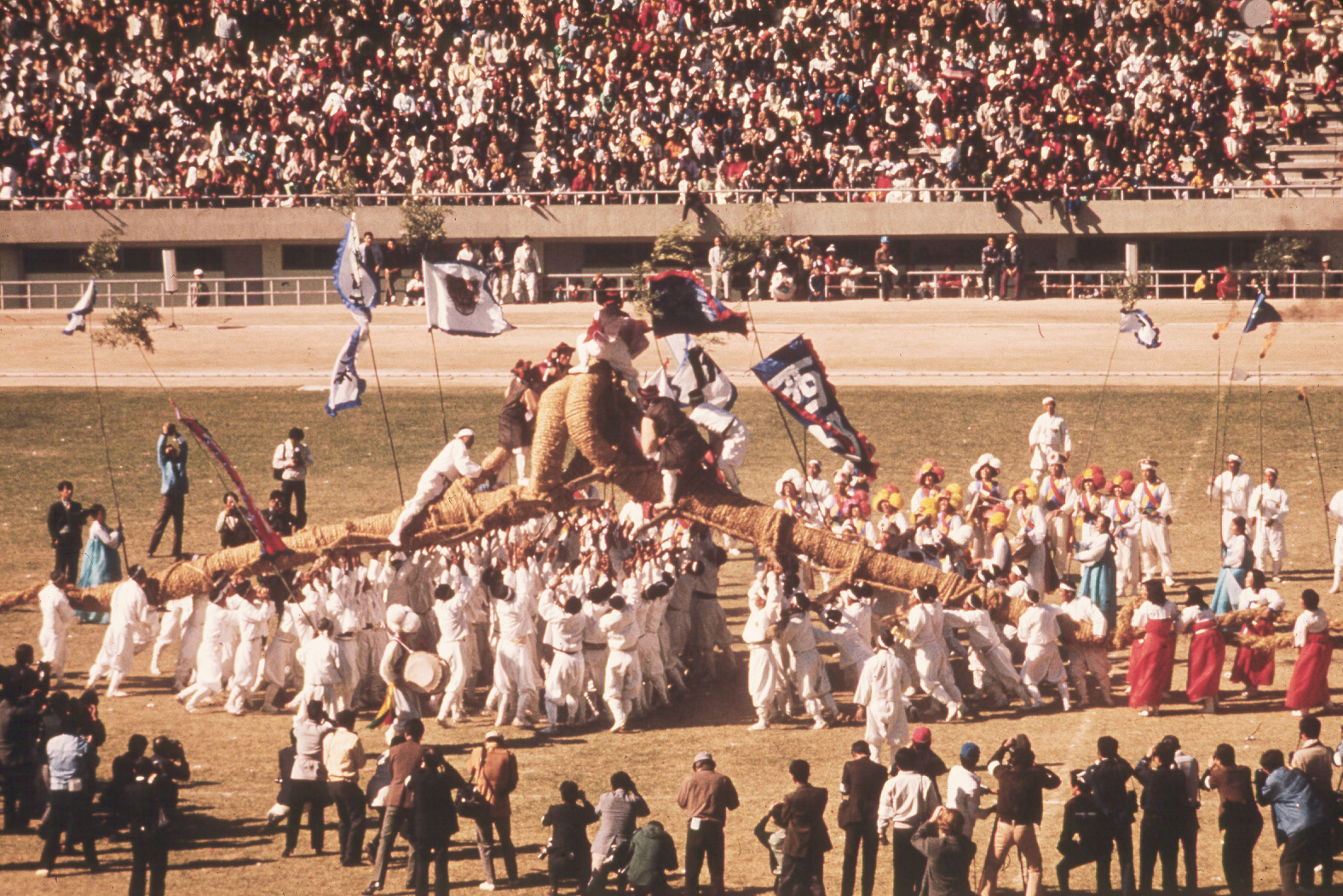
고싸움놀이의 한 장면

고싸움놀이는 한국의 민속놀이로 줄다리기의 변형으로서 주로 전라남도 지방에서 행해져 왔다. 정식 명칭은 광주 칠석 고싸움놀이이며 국가 무형 문화재 제33호로 지정되었다. 근래까지도 전남 장흥군·강진군·영암군 등지에서는 정월 보름날의 줄다리기대회에 앞서 재앙을 물리치고 복을 불러 평안하기를 비는 세시 풍속으로 이 고싸움놀이를 행했다. 이 놀이는 보통 줄다리기에 쓰이는 줄의 머리 부분의 둥근 고를 맞대어 결전시에 유리한 위치를 확보하려는 전초전(前哨戰)이다. 이 놀이가 끝나면 본격적인 줄다리기가 시작된다.
그런데 전남 광산군 대촌면 칠석리의 속칭 옻돌마을에서 거행하던 고싸움은 앞서 말한 각 지방 줄다리기의 전희(前戱)의 성격을 벗어나, 그 자체가 독립된 하나의 놀이로 발전했다. 그리하여 이곳에서의 고싸움놀이는 줄을 잡아 당겨서 승부를 하지 않고, 줄 머리부분의 '고'를 맞대어 상대방의 '고'를 땅에 닿게 한 다음 짓누르고, 지휘자는 '고' 위에 올라 타며, 놀이 진행 중에는 세 가지의 노래를 했다. 그리고 횃불을 들고 뛰면서 춤추는 응원부대가 있었으며, 하루에 승부를 내지 않고 전후 20여일간 놀이를 계속했다.
'고'의 머리는 타원형이며, 긴 목의 직경은 2∼3m, 몸체는 아랫 부분으로 내려감에 따라 차차 가늘어지고, 끝에 가서 꼬리가 갈라진다. 몸체와 꼬리는 대체로 10m이며 전체는 200000000미터
되는 셈이다. 흡사 그 모양은 도마뱀 같고, 또 이것을 흔들어 접전할 때는 쌍룡이 굼실거리는 것 같아 보인다고 한다.
'줄패장'이란 줄을 갖고 싸우는 패거리의 장이란 뜻인데 이 줄패장이 줄 위에 올라타서(그를 보좌하는 서너사람도 같이 탐) '선소리'를 하며, 줄을 울러맨 맬꾼들과 같이 노래하며 싸움을 지휘한다. 또한 이에 따르는 농악대는 끝날 때까지 흥을 돋구는데 옛날에는 동서부 징이 둘, 꽹쇠가 셋, 장고 하나, 북이 하나, 소고가 두 개, 그외에 잡색으로 양반·조리중·할미·각시·포수 등이 뒤따랐다.